# Trigonotylus caelestialium
Trigonotylus caelestialium är en insektsart som först beskrevs av George Willis Kirkaldy 1902.  Trigonotylus caelestialium ingår i släktet Trigonotylus och familjen ängsskinnbaggar. Arten är reproducerande i Sverige. Inga underarter finns listade i Catalogue of Life.